# The Watts Prophets
The Watts Prophets est un groupe de musiciens et poètes originaires de Watts en Californie. Tout comme leurs contemporains le groupe New-Yorkais The Last Poets, le groupe combine des éléments de jazz et de Spoken word faisant de ce trio un groupe pionnier du Hip-Hop contemporain. Formé en 1967, le groupe comprend Richard Dedeaux, Father Amde Hamilton (né Anthony Hamilton), et Otis O'Solomon (aussi crédité comme Otis O'Solomon Smith) (O'Solomon enlève le "Smith" de son nom dans les années 1970).

## Histoire
Hamilton, O'Solomon et Dedeaux se rencontrent et commencent à collaborer entre eux dans le Watts Writers Workshop, une organisation créée par Budd Schulberg à la suite des émeutes de Watts et dans la foulée du Mouvement des droits civiques aux États-Unis (1955-1968) alors que les Afro-américains entamaient aussi une révolution culturelle à l'aube des années 1960. En fusionnant le jazz et la funk et en y mettant de la musique parlée, ce trio a créé un nouveau style de musique qui leur a conféré un grand retentissement local. Les Watts Prophets ont sorti 3 albums : le premier en 1969 : The Black Voices: On the Street in Watts, en 1971 Rappin' Black in a White World et enfin en 1997 When the 90's Came. Grâce à ces albums, ils se sont posés comme des chroniqueurs de la vie des noirs à Los Angeles et une réputation de militants. Le groupe n'a malheureusement pas pu finaliser un accord pour enregistrer avec Bob Marley sur son prestigieux label Tuff Gong. Le succès n'étant plus au rendez-vous à partir du milieu des années 1970, le groupe ne se produira que sporadiquement après 1975.
À partir des années 1990, le groupe prend un autre tournant, invitant dans leur album de 1997 un pianiste : Horace Tapscott et effectuant une tournée en Europe réunissant le trio ainsi que leur ancien compère DeeDee McNeil. En 2005, une anthologie des Watts Prophets sort : Things Gonna Get Greater: The Watts Prophets 1969-1971.
Amde Hamilton est prêtre de la Ethiopian Orthodox Tewahedo Church. Il a été vu aux funérailles de Bob Marley récitant un poème en 1981 ainsi que dans le film jamaïcain de 1982 Land of Look Behind. Hamilton est le troisième américain à avoir été intronisé prêtre de l'église éthiopienne orthodoxe.
En 1994, le groupe apparaît sur le CD Red Hot Organization qui est une compilation de soutien aux malades afro-américain de l'épidémie de Sida ; l'album a été nommé "album de l'année" par le Time Magazine.
Richard Dedeaux est décédé en décembre 2013 

## Discographie
- 1969 - The Black Voices: On the Street in Watts
- 1971 - Rappin' Black in a White World
- 1997 - When the 90's Came
- 2005 - Things Gonna Get Greater: The Watts Prophets 1969-1971 (compilation)